# Кярса (Аг'я)
Кя́рса (ест. Kärsa küla) — село в Естонії, у волості Аг'я повіту Пилвамаа.

## Населення
Чисельність населення на 31 грудня 2011 року становила 110 осіб.

## Географія
Через село проходить автошлях 45 (Тарту — Ряпіна — Вярска). Від села починається автошлях 181 (Кярса — Еосте).

## Пам'ятки

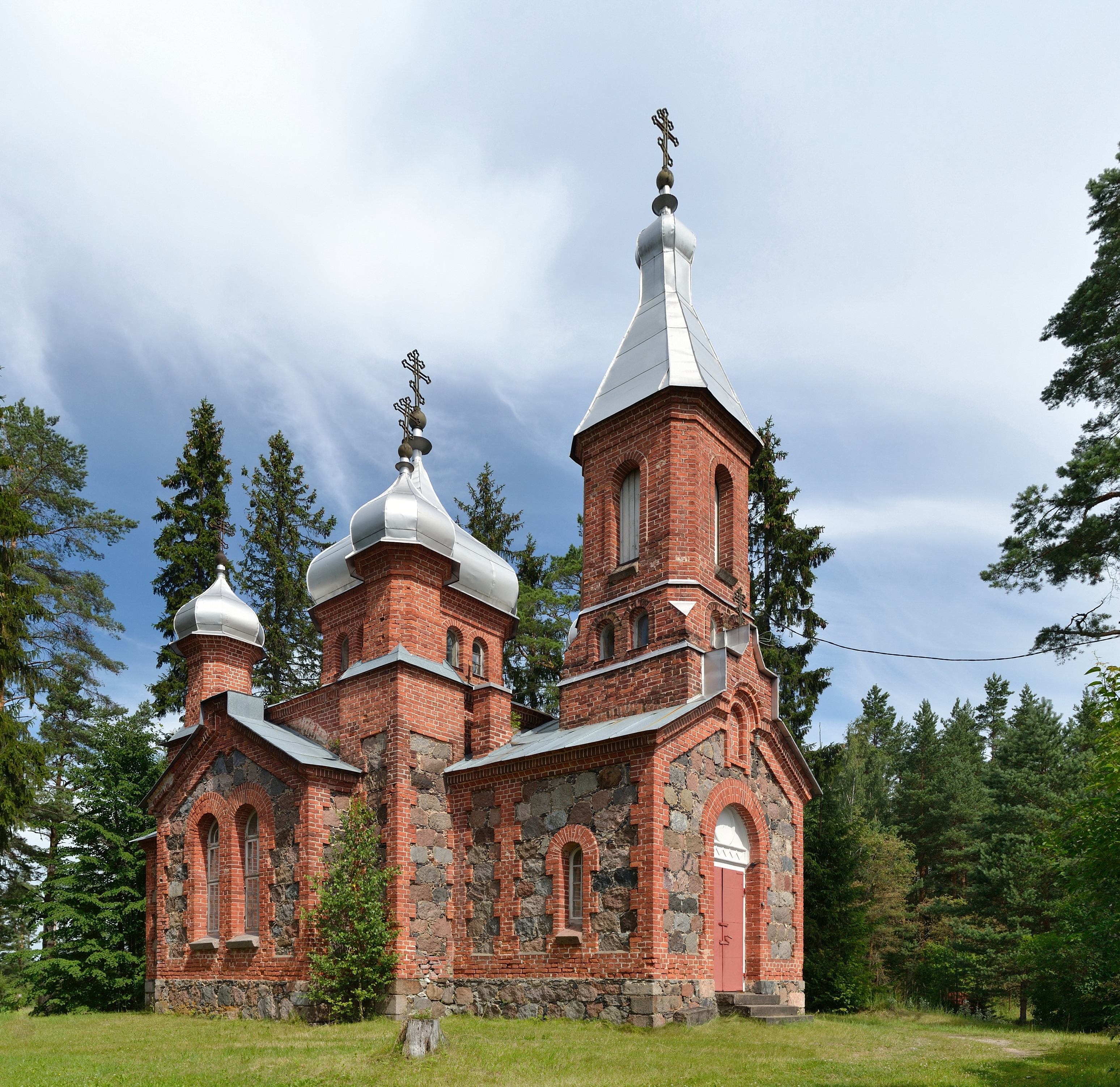
Кярсаська православна церква

У 1878–1879 роках у селі була побудована кам'яна православна церква (ест. Kärsa õigeusu kirik). 16 листопада 1999 року будівля церкви, як пам'ятник архітектури, занесена до реєстру культурної спадщини Естонії.